# Моріс Ерцог
Морі́с Ерцо́г (фр. Maurice Herzog; нар. 15 січня 1919, Ліон, Франція — пом. 13 грудня 2012) — французький альпініст і політик.

## Сходження на Аннапурну
3 червня 1950 р. Моріс Ерцог в парі з Луї Лашеналем стали першими в історії людьми, які підкорили восьмитисячник, здійснивши сходження на одну з гімалайських вершин Аннапурну I, 10-ту найвищу вершину світу. Це сходження примітно тим, що дослідження, розвідка і саме сходження були здійснені за один сезон. Крім того, сходження було здійснено без використання кисню. Ця подія стала сенсацією, яку затьмарило тільки підкорення Евереста в 1953 році Едмундом Гілларі і Тенцинґом Норгеєм.
Двотижневе повернення з підкореної вершини виявилося важким випробуванням. Для фінального ривка до вершини альпіністи вибрали більш легкі черевики. Ця обставина в сукупності з втратою Ерцогом його рукавичок поблизу вершини, а також ночі, проведеної в льодовиковій тріщині при спуску з одним спальним мішком на чотирьох (Луї Лашеналь, Гастон Ребюффа, Ліонель Террай і Моріс Ерцог), призвели до важких обморожень. Обидва альпініста, що побували на вершині (Лашеналь і Ерцог), втратили всі пальці на ногах, а Ерцог ще майже всі пальці на руках. Гангрена, що швидко розвивалася, змусила експедиційного лікаря Жака Удо проводити термінові ампутації в польових умовах без анестезії.
Звіт експедиції був випущений Ерцогом в книзі під назвою «Аннапурна», 11 мільйонів екземплярів книги були розкуплені. Книга закінчується фразою: «Є й інші Аннапурни в житті людей …» Цим звітом Ерцог заслужив репутацію одного з найбільш видатних альпіністів, а також надихнув наступні покоління альпіністів.

## Інші досягнення
З 1958 по 1963 рр. Ерцог був держсекретарем міністерства молоді та спорту Франції, а також мером міста Шамоні. Також з 1970 року протягом 25 років був членом Міжнародного олімпійського комітету, з 1995 р. — почесний член комітету. Є Великим офіцером Почесного легіону (2008), а також нагороджений Воєним хрестом 1939—1949.

## Цікаві факти
Слід зазначити, що вершина Ерцог на Домбаї названа так за випадковим збігом.
Треба відзначити, що книга Ерцога згодом викликала певні суперечки у зв'язку з публікаціями інших учасників експедиції, особливо біографії Гастона Ребюфа (Gaston Rébuffat). Дослідженню цих питань присвячена книга Девіда Робертса (David Roberts) «True Summit: What Really Happened on the Legendary Ascent of Annapurna» («Справжня вершина: Що насправді сталося під час легендарного сходження на Аннапурну»).